# Hanriot HD.1
Az Hanriot HD.1 francia gyártmányú együléses vadászrepülőgép volt az első világháború idején. A francia légierőben a SPAD S.VII miatt háttérbe szorult, de a belga és az olasz hadsereg széleskörűen alkalmazta. Összesen kb. 1200 darab készült belőle, ebből 831 licenc alapján, Olaszországban.

## Fejlesztése

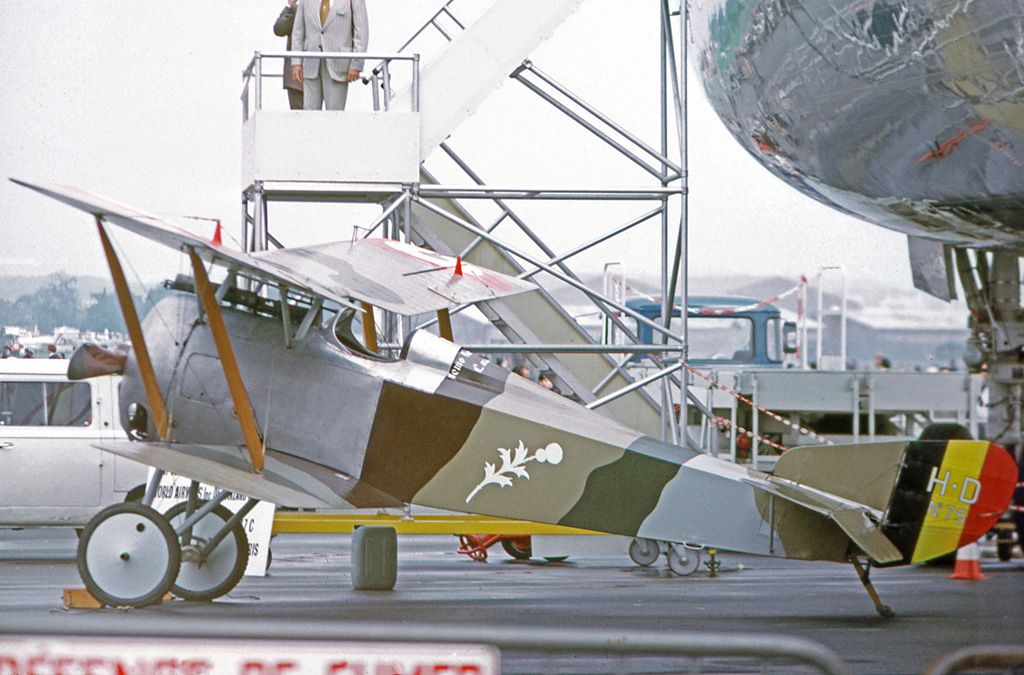
Belga felségjelzésű HD.1 a londoni Királyi Légierő Múzeumában

Az Hanriot cég a háború előtt akkor modernnek számító egyfedelű repülőgépeket készített, a világháború során azonban elsősorban licenc alapján a brit Sopwith 1½ Strutter típust gyártotta. Saját kétfedelű modelljük, a HD.1 1916-ban készült el. A repülőgép tervei sok tekintetben támaszkodtak a Strutterre, például ugyanolyan W alakú konzol erősítette a felső szárnyat a törzshöz. A HD.1 hagyományos felépítésű, húzólégcsavaros, kétfedelű vadászrepülő volt. Szerkezete erős volt, a nagy szárnyfelület könnyű törzzsel párosult. Felső szárnya meglehetősen éles szögben megtört, míg az alsó teljesen lapos maradt.
110 lóerős La Rhone forgómotorja segítségével a 185 km/h sebességet is elérte; de emellett igen fordulékony maradt és a pilóták szerették egyszerű kezelése és biztonságos mivolta miatt. Hogy megtartsa gyorsaságát és jó emelkedését, többnyire csak egy légcsavarral szinkronizált Vickers géppuskával fegyverezték fel, bár a pilóta kérésre esetenként beépítettek egy másodikat is. A francia gyártmányú HD.1-eseken a géppuskát a motorház oldalára szerelték, hogy a pilóta anélkül elháríthasson egy esetleges akadást, hogy arcával rá kelljen hajolnia (egy esetleges ütközés esetén kellemetlen helyzet). Az olasz készítésű repülőkön viszont az egyetlen Vickerst a motorház tetejére, középre helyezték.
A típust az Hanrioton kívül az olasz Nieuport-Macchi is gyártotta Varesében. 1917 és 1919 között 813 darabot szállítottak le (többet, mint az eredeti cég).

## Frontszolgálata

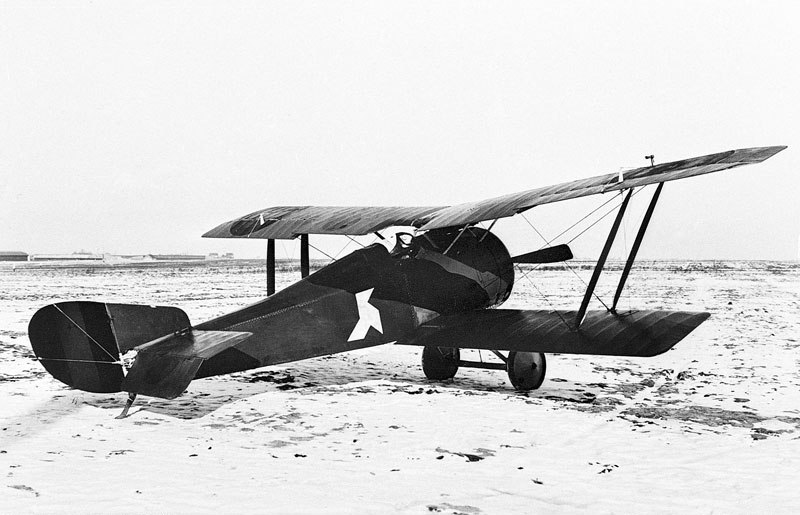
Belga HD.1-es (1918)

A francia parancsnokság eredetileg az elavuló Nieuport 17-est akarta lecserélni a HD.1-gyel, de a döntés végül a SPAD S.VII-re esett. Az elkészült darabok egy részét a haditengerészet kapta meg; ezekből néhányat átadtak az amerikaiaknak, néhányat pedig átalakítottak hidroplánnak (Hanriot HD.2). A többségüket azonban átadták a belga hadseregnek, amely - mivel saját gyáraik német megszállás alá kerültek - jellemzően az antant "levetett" repülőgépeit kapta meg. Az ő kezükben a típus meglepően sikeresnek bizonyult, és a háború végéig az Hanriot HD.1 szolgált a belga vadászrepülő-park alapjául. A legsikeresebb HD.1 pilóta is az első számú belga ászpilóta, 37 légi győzelemmel Willy Coppens lett. Coppens elsősorban a megfigyelőballonok kilövésében jeleskedett, néhány repülőgépét az erre a célra különösen alkalmas 11 mm-es géppuskával szerelték fel. A belga légierő egészen az 1920-as évek végéig szolgálatban tartotta a HD.1-eseit.
A francia fölösleg egy kis hányadát Olaszország kapta, ahol aztán nagy mennyiségben kezdték gyártani a típust. Az olasz légierő nemcsak a Nieuportjait, hanem a SPAD-okat is Hanriot-kal cserélte le; jobbnak tartották még a SPAD S.XIII-nál is. 1918 novemberében a 18 olasz vadászszázadból 16-nál ez a típus volt rendszeresítve. A háború után a fölös olasz gépeket más országok - például Svájc - vásárolta meg. Az USA légiereje is készíttetett 10 darabot, amelyeket főleg gyakorlógépekként használtak.
Az Hanriot HD.1-ből öt eredeti példány maradt fenn. Ezek a brüsszeli Királyi Hadi Múzeumban (Musee Royale de L'Armee), a  Róma melletti Olasz Katonai Repüléstörténeti Múzeumban, a Zürich melletti Dubendorfi Repülőmúzeumban, Londonban a Királyi Légierő Múzeumában, és a kaliforniai Chinóban, a Híres Repülőgépek Múzeumában láthatók. Utóbbiban Charles Nungesser repült a The Dawn Patrol c. 1930-as film készítése során.

## Rendszeresítő országok
Belgium
 Ecuador - 1 db
 Franciaország
 Olasz Királyság
- Olasz Légihadtest

 Paraguay - 3 db
 Svájc
 Amerikai Egyesült Államok

## Műszaki paraméterei
- személyzet: 1 fő
- szárnyfesztávolság: 8,7 m
- törzshossz: 5,85 m
- magasság: 2,94 m
- üres súly: 407 kg
- felszállósúly: 605 kg
- maximális sebesség: 184 km/h
- maximális magasság: 6400 m
- hatótáv: 550 km

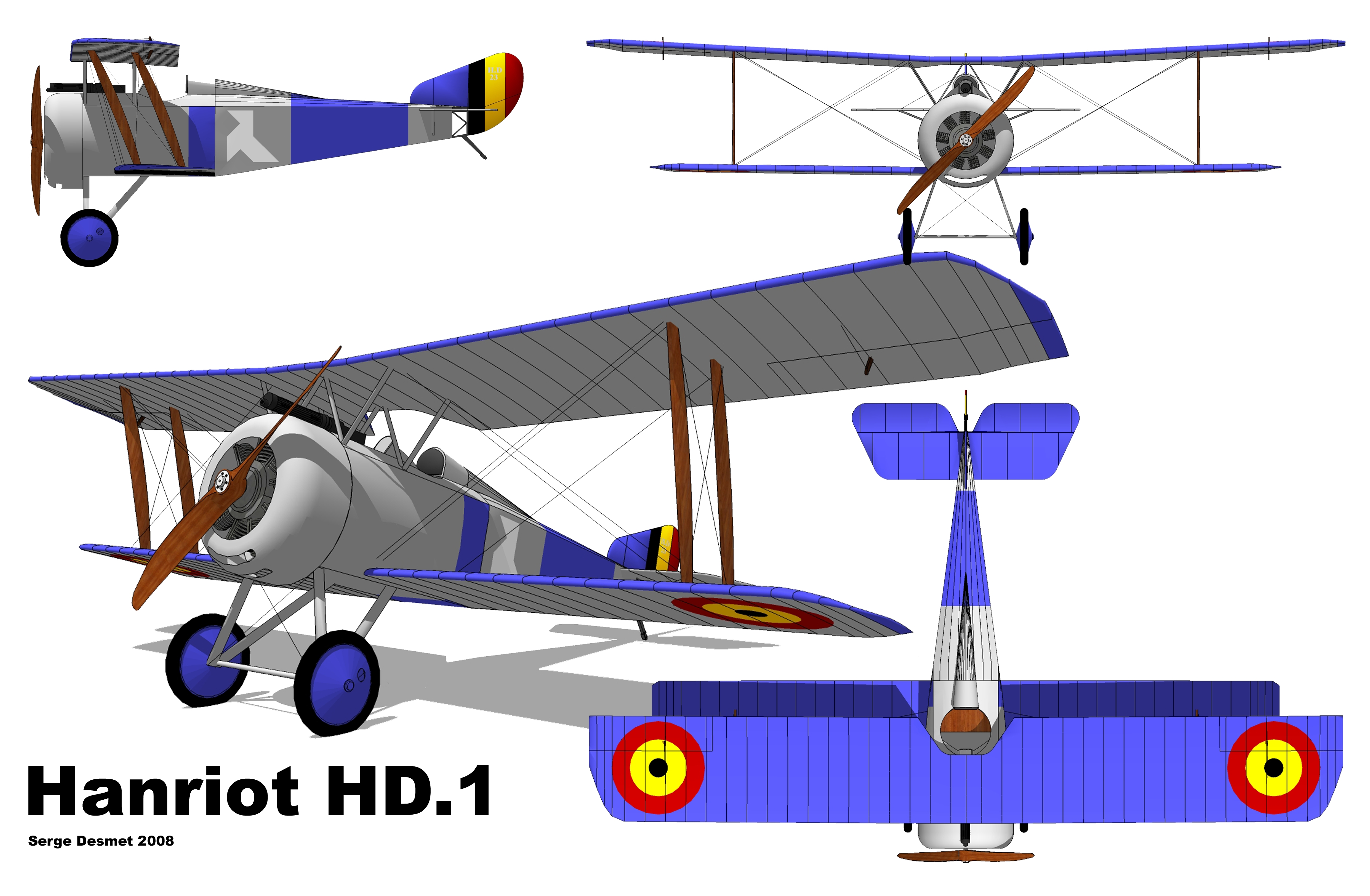
Az Hanriot HD.1 három nézete

- hajtómű: 1 db 110 lóerős, Le Rhône 9J forgómotor
- fegyverzet: 1 vagy 2 db 7,7 mm-es Vickers géppuska

## Fordítás
- Ez a szócikk részben vagy egészben  a   Hanriot HD.1 című angol Wikipédia-szócikk ezen változatának fordításán alapul.  Az eredeti cikk szerkesztőit annak laptörténete sorolja fel. Ez a jelzés csupán a megfogalmazás eredetét és a szerzői jogokat jelzi, nem szolgál a cikkben szereplő információk forrásmegjelöléseként.